# Editrice Antenore
Editrice Antenore è stata una casa editrice italiana fondata a Padova alla metà degli anni cinquanta dai fratelli Giuseppe e Guido Billanovich, entrambi studiosi di letteratura medievale e umanistica. La casa editrice ebbe il sostegno del mecenate vicentino Giovanni Berti. Dopo la morte di Berti nel 1995 e di Giuseppe Billanovich nel 2000, Guido, in qualità di direttore editoriale della casa, ne cedette la proprietà e il controllo totale alla Salerno Editrice, la quale decise di mantenere il marchio "Antenore" apponendovi come luogo di pubblicazione: Roma-Padova. Dal 2016 Antenore è stata definitivamente incorporata come collana dalla Salerno.
L'Editrice Antenore ha sviluppato la sua attività di saggistica attraverso collane come Itinera erudita, Itinerari con Francesco Petrarca, Medioevo e umanesimo, Miscellanea erudita, Pubblicazioni del centro per le ricerche di filosofia medievale, Studia aristotelica, Studi sul Petrarca, Thesaurus mundi; e con periodici quali "Italia medioevale e umanistica", "Studi petrarcheschi". Importanti anche le edizioni della Hypnerotomachia Poliphili (1964; in due volumi, a cura di Giovanni Pozzi e Lucia A. Ciapponi) e delle Epistole autografe di Francesco Petrarca (1968, a cura di Armando Petrucci) e l'edizione italiana del classico Copisti e filologi, di Leighton D. Reynolds e Nigel G. Wilson (4ª ed. 2016).
Tra gli autori che hanno pubblicato per Antenore, oltre ai fratelli Billanovich, si ricordano Rino Avesani, Augusto Campana, Carlo Dionisotti, Gianfranco Folena, Giorgio Padoan e Giovanni Pozzi.